# Оджас
Оджас (санскр. ओजस् «жизненная сила, энергия») — понятие в Аюрведе и йоге: высшая форма энергии человеческого тела, от количества которой зависит духовный, интеллектуальный и социальный статус личности. Считается, что оджас стимулирует развитие интеллектуальных способностей.
В Чарака-самхите указывается, что оджас разносят от сердца по всему телу 10 больших кровеносных сосудов, без оджаса невозможно существование живых существ.
Причины уменьшения оджас: чрезмерные упражнения, посты, беспокойства, грубый, недостаточный и ограниченный рацион, ветер и солнце, страх, горе, бессонница, избыточный расход слизи, крови, семени и других выделений, старение и смена сезонов, инфекции.
Оджас усиливает: сладкий вкус, купание, драгоценные камни и украшения, молоко, масло гхи. В контексте дош оджас — сверхтонкая субстанция капхи и разрушается избыточной питтой.